# Левакант
Левакант (тадж. Левакант; до февраля 1996 года — Калининабад, до февраля 2018 года — Сарбанд) — город в Хатлонской области Таджикистана. Расположен на левобережье реки Вахш, в 14 км к северо-востоку от города Бохтар и в 114 км к юго-востоку от Душанбе. 

## Население
Население по оценке на 1 января 2019 года составляло 17 300 человек.
| Численность населения | Численность населения | Численность населения | Численность населения | Численность населения | Численность населения | Численность населения | Численность населения |
| 2003                  | 2004                  | 2005                  | 2006                  | 2007                  | 2008                  | 2009                  | 2019                  |
| --------------------- | --------------------- | --------------------- | --------------------- | --------------------- | --------------------- | --------------------- | --------------------- |
| 11 800                | ↗12 100               | ↗12 400               | ↗12 600               | ↗13 000               | ↗13 400               | ↗13 700               | ↗17 300               |
| 2020                  | 2021                  | 2022                  |                       |                       |                       |                       |                       |
| ↗17 700               | →17 700               | ↗18700                |                       |                       |                       |                       |                       |

## История
Начало городу положил Вахшстрой — грандиозная стройка начала 1930-х годов, а именно строительство отводного магистрального канала для орошения земель Вахшской долины. Калининабад возник в 1956 году в связи со строительством Головной ГЭС. В 1957 году на отводном канале в Вахшском районе было начато строительство Перепадной ГЭС.
2 февраля 1996 года постановлением Маджлиси Оли Республики № 247 Калининабад был переименован в Сарбанд.
16 февраля 2018 года согласно постановлению Маджлиси милли Маджлиси Оли Республики Таджикистан был переименован в Левакант.
В советский период в городе было 3 школы — 2 таджикские и 1 смешанная, но в основном для русскоязычного населения. Часть населения составляли этнические немцы, в своё время переехавшие или сосланные в Среднюю Азию. В городе функционировало ПТУ-40, которое готовило специалистов для Вахшского азотно-тукового завода, ныне — ОАО «Нурихои Осиё».

## Промышленность
К 1973 году в городе были заводы: азотнотуковый, бетонный, железобетонных изделий, а также домостроительный комбинат.
В Леваканте функционирует единственное и крупнейшее в Таджикистане химическое предприятие по производству минеральных удобрений — таджикско-китайское совместное предприятие ОАО «Нурихои Осиё» (бывший Вахшский азотно-туковый завод «Таджик Азот»).

## Председатели хукумата
- Файзиддинзода Бунафша (11.2021—01.2024)[11]
- Муминзода Мастура Табари (30.01.2024-)[12]